# Клуб фабрики «Буревестник»
Клу́б фа́брики «Буреве́стник» (клуб «Буревестник») — здание клуба на 3-й Рыбинской в Москве, построенное в 1928—1930 годах. Выполнено по проекту архитектора Константина Мельникова и предназначалось для рабочих обувной фабрики «Буревестник». В 1987-м получил статус памятника регионального значения. По состоянию на 2019 год находится на реконструкции под нужды частного художественного музея русского абстрактного искусства.

## История

### Строительство
В 1895 году гамбуржец Иоганн Динг купил земельный участок на лугах у речки Рыбинки, чтобы построить макаронную фабрику. Она была открыта в 1900-м, а через два года к ней пристроили административный корпус и здание конторы. Часть фабричных построек после революции отошла кожевенно-обувной фабрике «Буревестник». Идея создать клуб для работников обувного завода была озвучена профсоюзом в 1928 году. Власти Москвы выделили земельный участок, принадлежавший семье Николая Николаевича Рыбинского, напротив производственных корпусов фабрики на Огородной улице. Строительство поручили архитектуру Константину Мельникову, который к тому времени уже спроектировал четыре рабочих клуба: имени Русакова, имени Фрунзе, клуб фабрики «Свобода» и завода «Каучук».
… от Союза кожевенников перенял меня Союз химиков, а этот без очереди передал меня Союзу кожевенников («Буревестник»).Константин Мельников
Рабочие чертежи клуба выполнили помощники Мельникова, а он их утверждал. Здание возводилось на узком и длинном участке, что подтолкнуло архитектора к идее возвести пятилепестковую башню рядом с основным объёмом здания, это затруднило планировку. В январе 1928 года проект был рассмотрен и утверждён комиссией по клубному строительству Моссовета. Надзор и руководство процессом поручили инженеру В. П. Гиацинтову. Он руководил стройкой с февраля по август 1928-го, после чего его место занял инженер С. С. Чумаков. Уже через месяц стал вопрос о необходимости снизить стоимость работ, возведение башни признали не экономичным: «не вполне удобной для устройства кружковых комнат». Строительство клуба сопровождало большое количество сложностей: архитектурная мысль Мельникова сильно опережала развитие технико-экономической базы тех лет. Даже после закладки здания возникали предложения по упрощению проекта.
Стройку завершили к январю 1930 года с незначительными отступлениями от первоначального проекта: сцену увеличили в размерах, удлинили здание и изменили расположение перегородок. В выпуске журнала «Архитектура СССР» 1934 года опубликовали впечатление работника фабрики после открытия клуба:

Мне хочется поделиться впечатлениями о нашем превосходном клубе. Это образцовое клубное здание. <…> из клубов среднего масштаба наш один из лучших. Нашим рабочим очень нравятся закругленные формы фасада, подымающаяся вверх круглая башня, вся из стекла. Очень хороша окраска клуба. Зрительный зал <…> отлично оборудован <…> Высокие залы, огромные читальни, аудитории — все это оправдывает любовь рабочих к нашему клубу. Надо сказать, что рабочие хотят, чтобы клуб сразу отличался от прочих зданий. Клуб должен быть торжественным, он должен радовать как снаружи, так и внутри. Наш клуб этим требованиям удовлетворяет.

### Использование

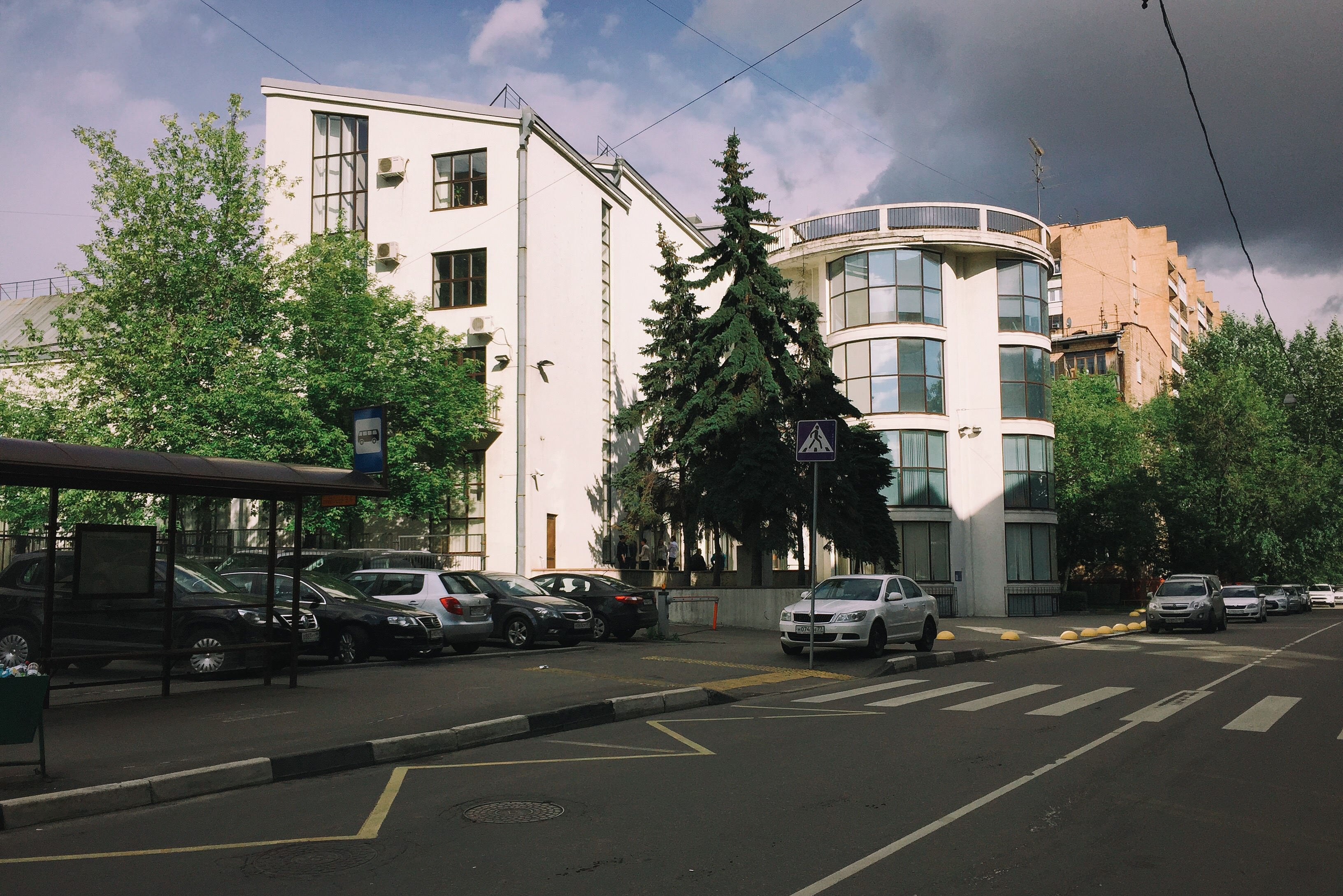
Клуб в 2015 году

На первом этаже находились вестибюль, фойе с гардеробом и учебные комнаты, на втором — физкультурный и зрительный зал на 650 мест, третий этаж был отведён для раздевалки, а в четырёх этажах башни работали буфет, парикмахерская, школьная комната и библиотека.
Клуб «Буревестник» строился на средства профсоюзов промышленных предприятий. Каждый член профсоюза и работники фабрики могли посещать клуб и участвовать в проводимых там мероприятиях. Идея открытого для всех пространства отражалась и в планировочной структуре. Недостатки планировки обнаружились, когда клубы стали показывать кино: отсутствовал кассовый вестибюль, отдельное фойе, лестницы, входы и выходы, разделяющие потоки зрителей.
В 1997 году здание было вписано в перечень памятников истории и культуры, разрешённых к приватизации. Через пять лет после этого его передали спортивной компании «Татами клаб». Здание отреставрировали по проекту Архитектурной мастерской Ю. Баданова и Центра историко-градостроительных исследований. В результате работ сохранили внешний вид, но изменили интерьеры и оконные переплёты, заменив деревянные рамы на металлические. Участники реставрации были объявлены Правительством Москвы победителями конкурса «На лучшую реставрацию, реконструкцию памятников архитектуры и других объектов историко-градостроительной среды Москвы в 2002 году».
Комментарий представителя совладельца дома — фонда «Русский авангард» — об интерьере, 2008 год:
Интерьеры там забиты гипсокартоном и за этими гладкими панелями, а также за обшивкой потолка, к счастью, остались оригинальные бетонные стены и потолки с «лепестками». Пока нет окончательной концепции и проекта реставрации, мы ничего не делаем. В театральном зале мы также ничего не меняли, просто привели его в порядок. Там сохранились оригинальные конструкции, ферма — всё это вы можете увидеть.М. Великанова
С весны 2007 года в здании располагается штаб Фонда содействия сохранению русского наследия «Русский авангард», президентом которого является Сергей Гордеев.
Здание использовалось фондом для размещения мероприятий. Например, в 2007 году на сцене прошли открытые лекции голландского архитектора, лауреата Притцкеровской премии Рема Колхаса и итальянского архитектурного критика Луки Молинари. На базе клуба «Буревестник» фондом «Русский авангард» планировалось создать Международный центр архитектуры, который объединил бы выставочное пространство, лекционную аудиторию, библиотеку и кафе. 
В 2015 году здание перешло в собственность Фонда русского абстрактного искусства и владельцев российского разработчика искусственного интеллекта компании Cognitive Technologies. Его предыдущие собственники провели в начале 2000-х частичную реконструкцию здания, в результате которой оригинальные конструкции, планировочные решения и элементы интерьера оказались утраченными. В 2016 году началась реконструкция мельниковского клуба, или «дворца креатива», как называл его сам архитектор. Проект его реставрации, воссоздал первоначальный облик и структуру здания. Авторы проекта реставрации Андрей Емельянов и Владимир Покачалов восстанавливали здание по оригинальным чертежам Константина Мельникова. 
Например, новые владельцы восстановили верхний свет в бывшем зрительном зале (двусторонние окна вдоль ската крыши), восстановили и осовременили оригинальную мельниковскую систему вентиляции и очистки воздуха, в башне-пятилистнике (из-за нее здание в свое время прозвали «клеткой попугая»), которая является самостоятельным архитектурным объемом, удалили все установленные в 2000-х  перегородки и восстановили единое пространство.
Вообще, бывший клуб «Буревестник» задумывался как творческое пространство для советских рабочих. Каждая его часть должна была способствовать развитию креативных возможностей человека. В круглой башне находились библиотеки и места для дискуссий, в самом здании располагалась театральная сцена, за ней - зрительный зал. Залы являли собой «цехи для творчества», а отдельные кабинеты назывались «комнатами на подумать».
Сейчас «дворец творчества и креатива» Мельникова наполнен людьми, которые создают искусственный интеллект, превращают объекты в думающие субъекты. 
На верхнем этаже основного объема здания оборудована галерея Фонда. В боковых пространствах — опен-спейс, рабочие кабинеты и переговорные комнаты. Зона опен-спейс находится в едином зрительном пространстве с бывшей сценой (сейчас это чиллаут- зона для открытий, где в неформальной обстановке творческих бесед и споров за чашкой кофе и рождается креатив), хотя они и разделены прозрачным стеклом, благодаря чему тело здания просматривается с любой точки и не перегружает внутреннее пространство.
В галерее Фонда РАИ размещается коллекция произведений русского абстрактного искусства студии «Новая реальность» коллекционера и предпринимателя Ольги Усковой. В экспозицию входят работы Владислава Зубарева, Люциана Грибкова, Анатолия Сафохина, Веры Преображенской и других художников.

## Архитектура

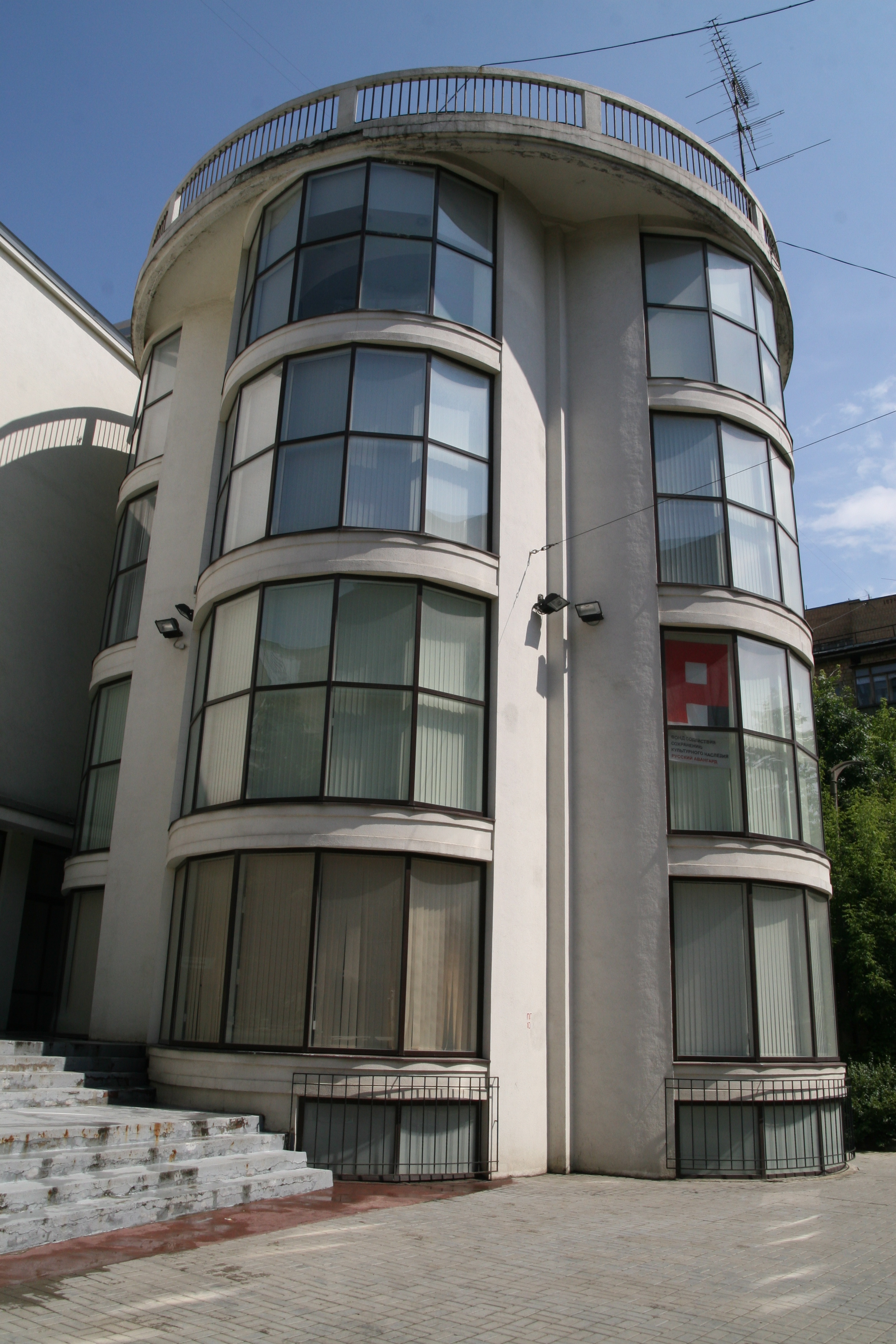
Башня-пятилистник в 2008 году

На форму и объёмно-пространственное решение здания во многом повлияла конфигурация земельного участка, отведённого под строительство клуба. Территория представляет собой неправильный пятиугольник площадью 2775 м². Сам Мельников характеризовал его как «узкий с косой линией», сильно вытянутый вглубь участка и поставленный с отступом от красной линии. Постройка объёмом 16 000 м³ состоит в плане из нескольких прямоугольников разного размера, ступенчато убывающих по высоте, начиная с фасада. Справа от здания стоит изящная пятилепестковая четырёхэтажная башня с огромными полукруглыми окнами. Образность этого архитектурного объёма позволила некоторым критикам творчества Мельникова называть клуб «клеткой попугая». Южный, вытянутый в поперечном направлении объём здания, также построен четырёхэтажным. Его высота определяется сценической шахтой с необходимым для неё оборудованием.
Чтобы более рационально использовать клубные помещения, Мельников одним из первых начал создавать проекты с трансформируемым внутренним пространством. Так, расположенный на втором этаже зрительный зал имел партер и боковые трибуны, которые использовались при проведении спортивных мероприятий. Планировалось, что стулья из партера будут убирать, а сам зрительный зал при помощи раздвижной перегородки объединялся бы в единое помещение с примыкавшим спортивным залом. Первоначальный дизайн был существенно изменён: раздвижная перегородка, подвижные перегородки цилиндрической башни и бассейн в фойе реализовать не удалось.
При строительстве основной фасад и боковые стороны были оштукатурены, а кирпичная кладка со двора оставалась необработанной. Бетонированная плоскость фасада контрастирует со стеклом и выступающей стеклянной башней, кольцеобразная форма которой подчёркивает изолированность и замкнутость постройки. В основание башни положена фигура розетки-пятилистника с радиусом 44 метра, а четыре этажа башни представляют собой одинаковое повторение этой фигуры.